# Henryk Langerman
Henryk (Chaim) Langerman (ur. 21 stycznia 1896 w Drohobyczu, zm. 1944 we Lwowie) – polsko-ukraiński malarz pochodzenia żydowskiego. 

## Życiorys
Studiował malarstwo w Monachium, od 1918 do 1923 mieszkał i studiował w Wiedniu. Debiutował w 1919 we Lwowie, w 1920 jego prace uczestniczyły w I Wystawie Sztuki Żydowskiej również we Lwowie. W latach 1924–1933 mieszkał i tworzył w Paryżu, był związany z École de Paris, a następnie powrócił do Lwowa. Mieszkał przy ul. Tarnowskiego 27, należał utworzonego w 1932 Lwowskiego Zawodowego Związku Artystów Plastyków (L.Z.Z.A.P.), który skupiał artystów należących do różnych grup twórczych. Zmarł w 1944 w getcie lwowskim podczas okupacji niemieckiej. 
Henryk Langerman malował głównie sceny z życia miejskiego, życia miejskiej biedoty, wizerunki dzieci i sceny z cyrku. Wiele jego prac zostało zniszczonych podczas wojny. Niektóre z zachowanych obrazów są przechowywane we Lwowskiej Galerii Sztuk, inne prace znajdują się w prywatnych kolekcjach.